# L'Assassinat d'Henri IV
L'Assassinat d'Henri IV est un docudrama français réalisé en 2009 par Jacques Malaterre. Il fait partie de la collection Ce jour-là, tout a changé, dont il est le premier numéro.
Écrit en collaboration avec l'historienne Janine Garrisson et tourné en 18 jours, il dispose d'un budget important pour ce genre de production.

## Synopsis
Le film retrace heure par heure la dernière journée d'Henri IV de France, assassiné le 14 mai 1610, avec un certain nombre des retours en arrière, présentant en particulier Henri IV comme un "coureur de jupons".

## Fiche technique
- Réalisation : Jacques Malaterre
- Scénario : Emmanuel Bézier
- Musique originale : Laurent Ferlet
- Durée : 90 min
- Pays :  France
- Diffusion : 13 janvier 2009 sur France 2

## Distribution
- Arnaud Bedouët : Henri IV
- Chiara de Luca : Marie de Médicis
- Priscilla Bescond : Charlotte de Montmorency
- Olivier Augrond : Bassompierre
- Marc Saez : d'Épernon
- Elodie Varlet : Gabrielle d'Estrées
- Thibault Motte (« Tibo ») : Ravaillac
- Rose Marit : Elisabeth de France